# Delias mysis
Delias mysis (Fabricius, 1775), è un lepidottero appartenente alla famiglia Pieridae.
Presenta le ali anteriori con un'area nera all'apice che include quattro macchie bianche.
Le ali posteriori sono orlate di nero ai margini.

## Stadi giovanili
Il bruco è verde giallognolo con testa nera e peli bianchi.
Si sviluppa a spese del vischio.

## Distribuzione e habitat
La specie si rinviene nelle foreste pluviali dell'Australia, della Nuova Guinea e delle isole vicine.